# Linea M4 (metropolitana di Bucarest)
La linea M4 è una delle cinque linee della metropolitana di Bucarest. La linea parte da Gara de Nord fino a Străulești. Condivide 2 stazioni con la linea M1 tra Gara de Nord e Basarab.

## Storia
La costruzione della linea iniziò nel settembre 1989, poco prima della rivoluzione rumena. I tunnel furono costruiti dove si trova oggi il Parc Bazilescu. La costruzione fu abbandonata in seguito e fu ripresa più tardi negli anni '90. La prima sezione della M4 è stata aperta il 1 marzo 2000 da Gara de Nord a 1 Mai. Dopo molti anni di ritardi, la sezione successiva fino alla stazione di Parc Bazilescu fu finalmente aperta il 1º luglio 2011.
Nel 2013 è iniziata la costruzione della sezione finale di 1,6 km della M4 per Străulești, insieme al deposito di Străulești. Il 3 settembre 2015 sono stati completati i lavori del tunnel e il 31 marzo 2017 sono state aperte le due nuove stazioni di Laminorului e Străulești.

### Estensione a sud
Nel 2022 è stata approvata l'estensione meridionale da Gara de Nord a Gara Progresul. La gara per questa estensione è stata lanciata il 26 aprile 2024. I piani prevedono che la M4 venga estesa con 14 nuove stazioni con interscambio con la linea M2 presso la stazione Eroii Revoluţiei. Ne febbraio 2025 è stato approvato il finanziamento di 3,43 milioni di euro per l'estensione a sud, con le nuove stazioni di Știrbei Vodă, Bogdan Petriceicu Hasdeu, Uranus, George Rozorea, Chirigiu, Filaret, Eroii Revoluției 2, George Bacovia, Toporași, Nicolae Cajal, Luică, Giurgiului, Progresul.